# Alliance pour le changement (Guyana)
Pour les articles homonymes, voir Alliance pour le changement.
L'Alliance pour le changement (en anglais : Alliance for Change, AFC) est un parti politique guyanien.

## Historique
L'AFC est fondée en 2005 par trois députés en rupture avec leurs partis respectifs, Raphael Trotman, du Congrès national du peuple, Khemraj Ramjattan, du Parti progressiste du peuple et Sheila Holder, de l'Alliance du peuple travailleur. Trotman devient le principal dirigeant de la nouvelle formation.
Le parti remporte huit sièges lors des élections générales de 2006, puis sept en 2011. Il conclut une alliance avec la coalition Un partenariat pour l'unité nationale, formée autour du Congrès national du peuple (PNC). Cette alliance remporte les élections législatives du 11 mai 2015.